# Лудвик Флек
Лудвик (Людвик) Флек (на полски: Ludwik Fleck) е полски-израелски микробиолог, философ, историк на науката, един от пионерите на социологията на познанието. Заедно с Рудолф Вайгл има значителен принос за овладяване на петнистия тиф във Лвов, както и за въвеждането и развиването на концепцията за „мисловен колектив“ – важна концепция във философията на науката и логологията. Тя помага да се разбере как научните идеи се променят във времето подобно на по-късно въведеното понятие от Томас Кун за промяна на парадигмата и концепцията на Мишел Фуко за епистемата.

## Биография
Роден е на 11 юли 1896 година в Лемберг (днес Лвов, Украйна). Израства в средата на културната автономия на австрийската провинция Галиция. През 1914 г. завършва полски лицей и се записва във Лвовския университет „Ян Кажимеж“, където получава медицинското си образование.
През 1920 става асистент на известния специалист по тиф Рудолф Вайгъл в университета в Лвов. От 1923 до 1935 г. Флек работи в отдела по вътрешна медицина в Лвовската многопрофилна болница, след което става директор на лабораторията по бактериология към местните социални власти. От 1935 работи в частната бактериологична лаборатория, която малко преди това е основал.
След нацистката окупация на Лвов, Флек, заедно със съпругата му Ернестина Валдман и синът им Ришард, са депортирани в еврейското гето на града. Флек продължава изследванията си в болницата и разработва ваксина от материал, извлечен от урината на болни от тиф пациенти. Германците научават за работата на Флек и през декември 1942 го арестуват заедно със семейството му и депортират във фармацевтичната фабрика „Лаокоон“, където да произвежда серум срещу тиф. На 7 февруари 1943 г. той и семейството му са отново арестувани и изпратени в концентрационния лагер Аушвиц, където задачата му е да диагностицира сифилис, тиф и други заболявания, използвайки серумни тестове. От декември 1943 до освобождението на Полша на 11 април 1945 Флек е задържан в концентрационния лагер Бухенвалд.
Между 1945 и 1952 г. работи като ръководител на Института по микробиология към медицинския факултет в Университета Мария Склодовска-Кюри в Люблин. През 1952 се мести във Варшава, където става директор на отдела по микробиология и имунология в държавния здравен институт за женско и детско здраве. През 1954 г. е избран за член на Полската академия на науките. Изследванията на Флек през тези година са посветени на въпроса за поведението на левкоцитите в ситуация на възпаление и стрес.
От 1946 до 1957 г. Флек публикува 87 научни и медицински статии в полски, френски, английски и швейцарски списания. През 1951 г. е отличен с националната награда за научни постижения, а през 1955 – с офицерски кръст на Ордена на полското възраждане.
През 1956, след претърпян инфаркт на миокарда и откритието, че страда от лимфосарком, Флек емигрира в Израел, където за него е разкрита позиция в Израелския институт за биологични изследвания.
Умира след повторен инфаркт на 5 юни 1961 г. в Нес Циона, Израел, на 64-годишна възраст.

## Памет
В памет на Лудвик Флек през 1992 г. в САЩ е учредена ежегодната награда „Лудвик Флек“ за книги в областта на научно-технологичните изследвания.